# Robert Dienst
Robert Dienst est un footballeur autrichien né le 1er mars 1928 à Vienne et mort le 13 juin 2000 à Vienne. Il évoluait au poste d'attaquant.

## Biographie
Il joue dans les clubs du Rapid de Vienne et du SV Schwechat.
International, il reçoit 27 sélections en équipe d'Autriche de 1949 à 1957. Il fait partie de l'équipe autrichienne lors de la Coupe du monde 1954 puis lors de la Coupe du monde 1958.

## Carrière

### En tant que joueur
- 1947-1948 :  Floridsdorfer AC
- 1948-1962 :  Rapid Vienne
- 1962-1968 :  SV Schwechat

### En tant qu'entraîneur
- 1967-1968 :  Rapid Vienne (adjoint)
- 1972-1974 :  SV Stockerau
- 1974-1975 :  Austria Vienne
- 1975-1977 :  SV Stockerau

## Palmarès

### En club
Avec le Rapid de Vienne :
- Champion d'Autriche en 1951, 1952, 1954, 1956, 1957 et 1960
- Meilleur buteur du championnat en 1951, 1953 et 1954
- Vainqueur de la Coupe d'Autriche en 1961
- Vainqueur de la Coupe Zentropa en 1951

### En sélection
- Troisième de la Coupe du monde en 1954